# 連邦団結発展党
連邦団結発展党（れんぽうだんけつはってんとう、ビルマ語: ပြည်ထောင်စုကြံ့ခိုင်ရေးနှင့်ဖွံ့ဖြိုးရေးပါတီ、英語: Union Solidarity and Development Party、略称：USDP）は、ミャンマー軍事政権の翼賛団体である連邦団結発展協会の後継組織。代表はテイン・セイン元大統領。本部は首都ネピドーのDekkhinathiri地区に置かれている。

## 党史
2008年に制定された憲法では、テイン・セインのように大臣を含む役人や公務員は政党を結成することはできないと定められていたが、2010年6月2日に選挙管理委員会により政党として登録された。2010年総選挙に向け全国的な運動を展開した政党の一つである。
USDPは同選挙で圧勝を収め、2011年2月4日にテイン・セインが大統領に選出されたのに伴い、USDP所属で大統領候補だったティン・アウン・ミン・ウーとサイ・マウ・カンが副大統領に就任した。
USDPはミャンマー中央とラカイン州において、その資金力を生かし、低金利融資や15万円相当の携帯電話のプレゼントなどを行うことで党員の獲得を行っている。
2015年8月13日には「党内クーデター」により、最大野党・国民民主連盟（NLD）党首のアウン・サン・スー・チーに近いとされるトゥラ・シュエ・マン下院議長が党首から解任され、テーウーが党首に就任した。
2015年11月に行われた民政復帰後では初めてとなる総選挙ではNLDに惨敗し、テーウー党首代行は地元テレビ局の取材に対し、「勝利より敗北の割合の方が多い」と述べて実質的に敗北を認め、自身も落選したことを明らかにした。なお、選挙結果は同月20日に判明し、上下両院計42議席しか獲得できず惨敗した事が確定した。
2016年4月22日、党首に復帰したテイン・セイン前大統領がトゥラ・シュエ・マン前下院議長を含む17人を除名。同年8月23日にはタン・テイが新党首に選出された。
2020年11月に行われた総選挙において、上・下両院の改選議席476議席のうち連邦団結発展党の獲得議席数は33議席にとどまった。国軍は選挙惨敗の原因を与党・国民民主連盟が行った不正選挙にあると見なし、2021年2月1日に発生したクーデターの伏線の一つとなった。
2022年9月12日にタン・テイが健康上の理由で党首を退任し、キン・イー副党首が党首に就任した。